# Funkrelaisstation

Einfache Relaisstelle zu Reichweitenerhöhung

Eine Relaisstation (genauer: Funkrelaisstation; auch: Relaisfunkstelle, Funkrelais, Repeater oder kurz: Relais) ermöglicht durch automatischen Empfang und Wiederaussendung von Funksignalen eine Datenübertragung über größere Strecken, als mit einer direkten Verbindung möglich wäre. Bei Satellitenkommunikation spricht man von Transpondern. In der drahtgebundenen Technik werden sogenannte Repeater eingesetzt.

## Ursprung

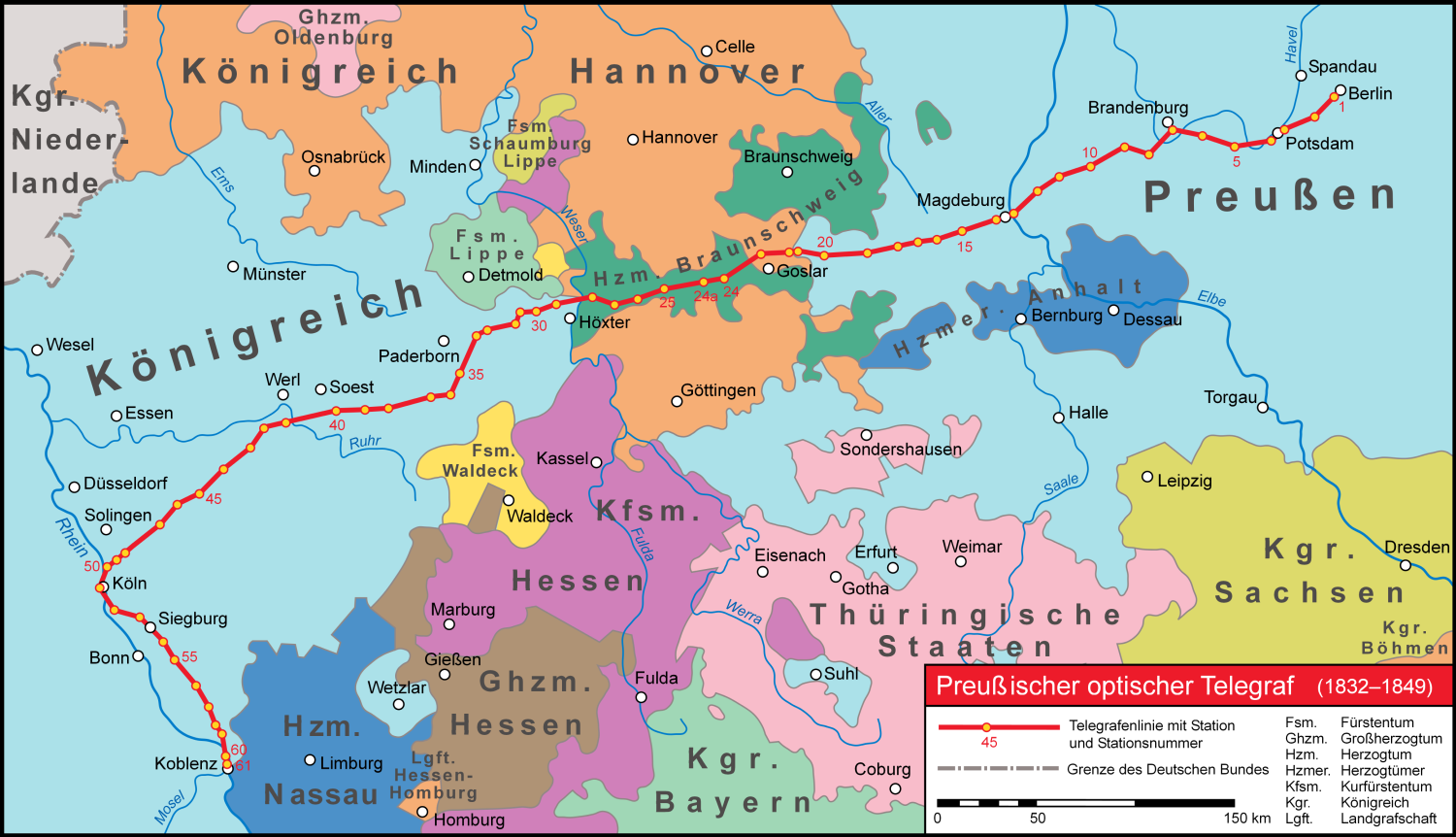
Die Relaiskette (rote Linie) der preußischen optischen Telegrafenlinie (1832–1849) verband Berlin mit der Rheinprovinz

Der Begriff selbst ist französischen Ursprungs (französisch relais = „Ballübergabe“). Er bezeichnete eine Relaiskette (Bild) (englisch relay league) von optischen Telegrafie-Stationen, die untereinander in Sichtkontakt standen. Auf dem Dach dieser Stationen stand ein Mast mit zwei Winkerarmen. Jede Stellung dieser Arme bedeutet einen Buchstaben. Die Arme konnten aus dem Inneren der Station bedient werden. Eilige Depeschen konnten so (für die damalige Zeit) sehr schnell übertragen werden.

## Anwendungen

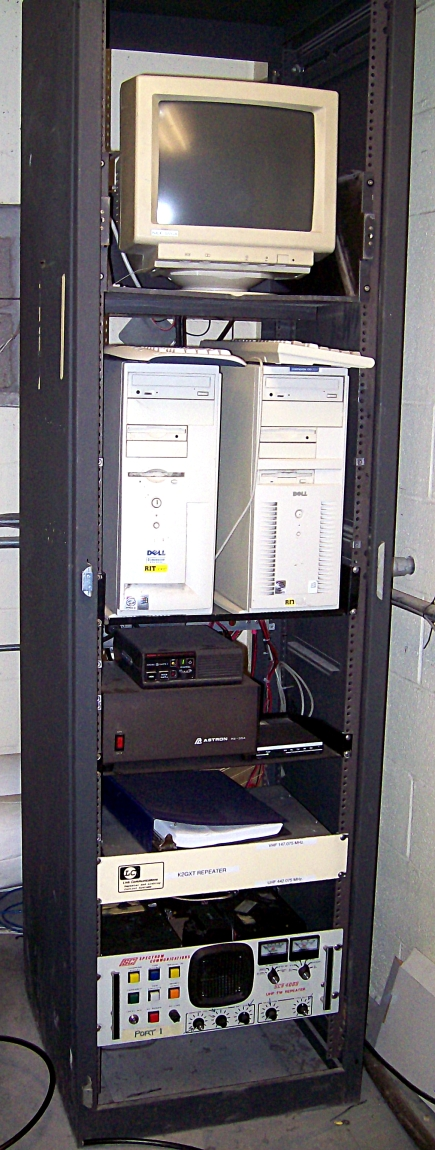
Eine Amateurfunk-Relaisstation für APRS und IRLP im 70-Zentimeter-Band

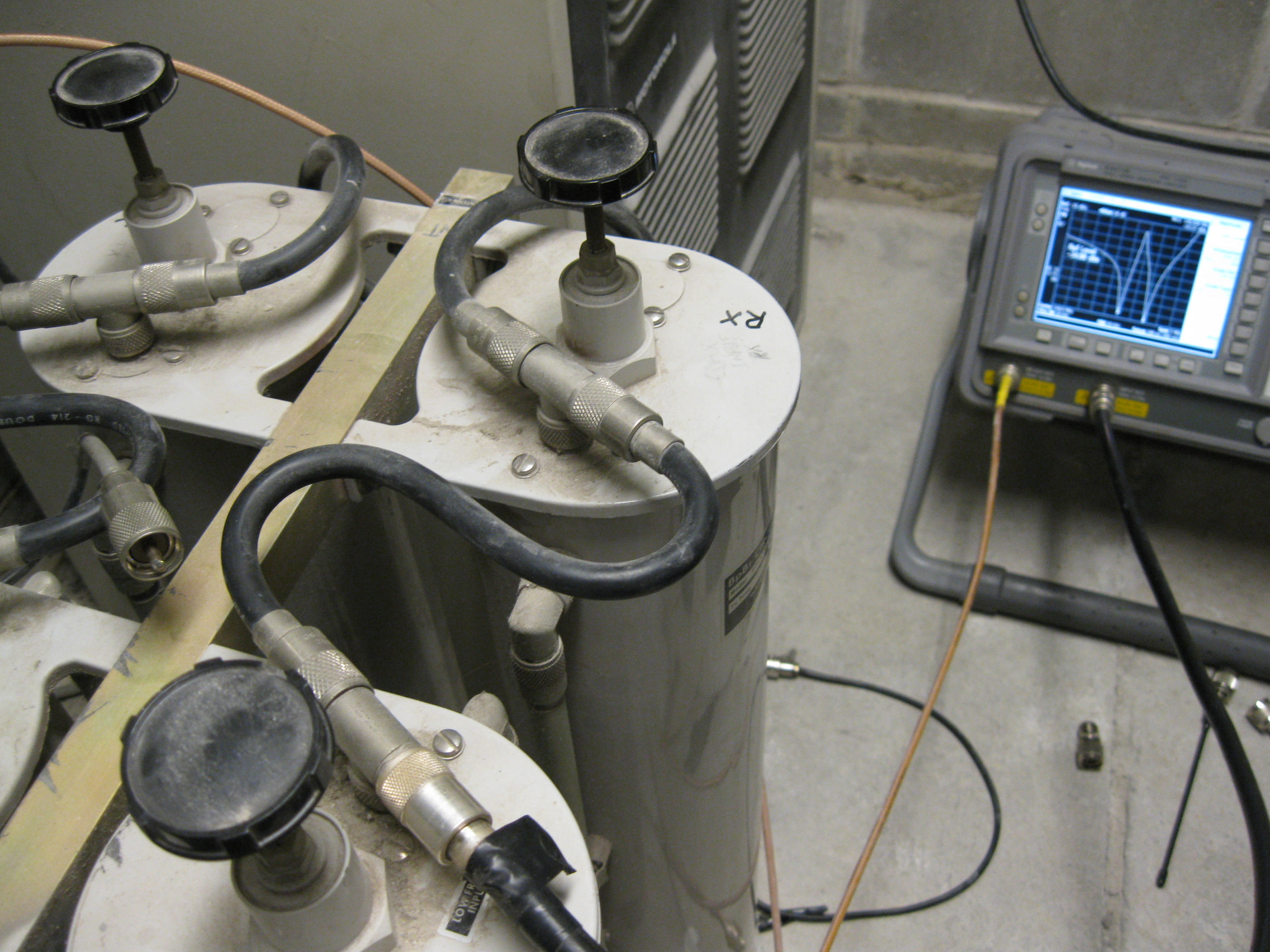
Topfkreis-Filter einer Relaisstation

Ein Relais in der Funktechnik ist eine fernbedient arbeitende Funkstation, üblicherweise auf einem exponierten Standort, die durch Umsetzung und Verstärkung der Signale von einer Eingabefrequenz (Empfangsfrequenz) auf einer Ausgabefrequenz (Sendefrequenz) Verbindungen von festen, portablen oder mobilen Funkstationen in unterschiedlichen Diensten, oft Telefonie (Sprechfunk) ermöglicht. Der Abstand zwischen der Eingabe- und der Ausgabefrequenz wird Ablage genannt.

### Einschalten
Ein dauerhafter Sendebetrieb ist in der Regel nicht zulässig oder nicht ökonomisch sinnvoll. Die Relaisstation muss also vor der Benutzung zuerst eingeschaltet werden. Dies wird bei den verschiedenen Funkdiensten unterschiedlich bewirkt:
- Im Amateurfunkdienst wird traditionell ein Tonruf (1750 Hz) verwendet. Nach Empfang dieses Startzeichens bleibt die Relaisstation einige Sekunden länger offen, als sie ein Signal empfängt. Bei einzelnen Relaisstationen genügt auch das Aussenden eines unmodulierten Trägers. Bei diesen Methoden kann das Relais jedoch auch durch Störsignale auf Sendung gehalten und damit für Nutzer blockiert werden. Andere Relaisstationen werden über einen Pilotton gesteuert, genannt CTCSS (Continuous Tone Coded Subaudio Squelch). Diese Methode verhindert Auftasten und Halten durch Störsignale und ist daher vor allem für exponierte Standorte von Vorteil.[1]
- Im analogen BOS-Funk gibt es verschiedene Tonrufschaltungen (Ruf-1, Ruf-2 jeweils kurz oder lang) und dazu auch trägergesteuerte Relais. Einen stark benutzen Einsatzkanal wird man in der Regel trägergesteuert ausführen, einen selten genutzten Katastrophenschutz-Kanal dagegen mit einem Tonruf einschalten.
- Im Betriebsfunk ist es nicht gewünscht, dass fremde Firmen über das eigene Relais sprechen. Der berechtigte Benutzer sendet daher eine 5-Ton-Folge oder einen CTCSS aus, um das Relais zu benutzen.
- Im Bündelfunk läuft der Sender des Organisationskanals ständig, um den Benutzer die Verfügbarkeit anzuzeigen und sie sich auf diese Station einbuchen können. Bei einem Sprechwunsch werden die beteiligten Gesprächspartner vom Organisationskanal umgeschaltet auf einen Verkehrskanal. An einem Standort sind meist vier Kanäle insgesamt verfügbar. Neben dem Organisationskanal bleiben also noch drei Verkehrskanäle. Die Verkehrskanäle werden erst bei Benutzung eingeschaltet. Sind alle Verkehrskanäle schon in Benutzung, erhält die rufende Station ein Besetztzeichen.

### Betrieb
Nach dem Einschalten sendet die Relaisstation jeweils solange, wie gesprochen wird. Um anzuzeigen, dass der Vorredner ausgesprochen hat, senden einige Relaisstationen einen Rogerpiep. Um ein Knacken der Rauschsperre bei den Nutzern zu verhindern, sendet die Relaisstation noch einige Sekunden weiter einen unmodulierten Träger aus (Nachlauf). Wird in dieser zum Beispiel 10 Sekunden langen Nachlaufzeit nicht gesprochen, schaltet sich der Sender der Relaisstation aus. Die Relaisstation bleibt jedoch noch einige Zeit weiter aktiv (zum Beispiel 60 Sekunden) und die Gespräche können fortgesetzt werden.
Im BOS-Funk werden teilweise Relaisstationen in Reihe geschaltet, z. B. ein über die örtliche Relaisfunkstelle arbeitender Sanitäter oder Polizist schaltet sich beim Verlassen des Fahrzeuges eine 4-m-/2-m-Crossband- (auch RS2- oder Große) Relaisstation, um zu Fuß erreichbar zu bleiben. In diesen Fällen kann die oben beschriebene Nachlaufzeit hinderlich sein. In so einem Funknetz würde man mit RS1-Schaltung arbeiten. Details zu BOS-Ablaufsteuerungen sind unter BOS-Funk#Bandlagen zu entnehmen.

### Ausschalten
- Wenn die Nachlaufzeiten nicht genutzt werden, schaltet sich die Relaisstation aus.
- Gegen Dauersendungen ist in einigen Stationen eine Sprechzeitbegrenzung, so genannte „Abseitsfalle“ oder „Quasselsperre“ eingebaut. Nach einer maximalen Sendezeit von beispielsweise fünf Minuten schaltet das Relais aus.
- Im Bündelfunk- und einigen Betriebsfunk-Netzen hat das Mikrofon einen Kontakt in seiner Aufhängung. Dieser wird beim Einhängen des Mikrofons geschaltet und signalisiert der Relaisstation das Gesprächsende.
- Im Amateurfunk gibt es die Vorschrift, dass der verantwortliche Betreiber sein Relais bei missbräuchlicher Benutzung jederzeit ausschalten können muss. Dafür wird meist ein extra Empfänger an der Relaisstation montiert. Ein entsprechender Tonruf auf diesem geheimgehaltenen Kanal schaltet dann die Relaisstation aus.
- In Relaisstationen der Land- und Forstwirtschaft der DDR war ein Fernwirkempfänger montiert. Der entsprechende Sender dazu stand in der Kreisleitung der SED. Sollten die Bauern die Relaisstation missbrauchen, zum Beispiel zu einem Demonstrationsaufruf, gemeinsamen Grenzdurchbruch etc., hätte die Parteiführung die Möglichkeit zum Ausschalten gehabt.

## Funknetze
Gleichwellen-Relais nennt man Relaisstationen, die über eine Linkstrecke mit einer Basisstation verbunden sind, von der aus die von der Relaisstation empfangenen Informationen wieder über Linkstrecken auf andere Relaisstationen verteilt werden und diese die Informationen wieder über die Ausgabefrequenz ausgeben. Hierdurch erreicht man, dass die einzelnen Relaisstationen keinen zu großen Bereich abdecken, und somit ein zweiter Funkverkehrskreis in kurzer Entfernung zum ersten auf der gleichen Frequenz (Welle) funken kann, ohne dass sich die beiden Funkverkehrskreise stören.
In der Funktechnik hat sich bei der Übertragung von Funkwellen der Begriff Relaisstation durchgesetzt. Funkwellen werden bei ihrer Übertragung von den verschiedenen Medien wie Wasser oder Luft unterschiedlich stark gedämpft. Daher ist eine Relais-Station nötig, um die Reichweite zu erhöhen. Dies geschieht durch Verstärkung und ggf. Korrektur des ursprünglichen Signals, das anschließend weitergeleitet wird.
Relais werden oft im Amateurfunkdienst, aber auch im nichtöffentlichen mobilen Landfunkdienst und im Rundfunkdienst (Füllsender, Fernsehumsetzer) eingesetzt. Relais des nichtöffentlichen mobilen Landfunkdienstes arbeiten in den entsprechenden zugewiesenen Frequenzbereichen, also im UKW-Bereich.

## Relais im Rundfunk

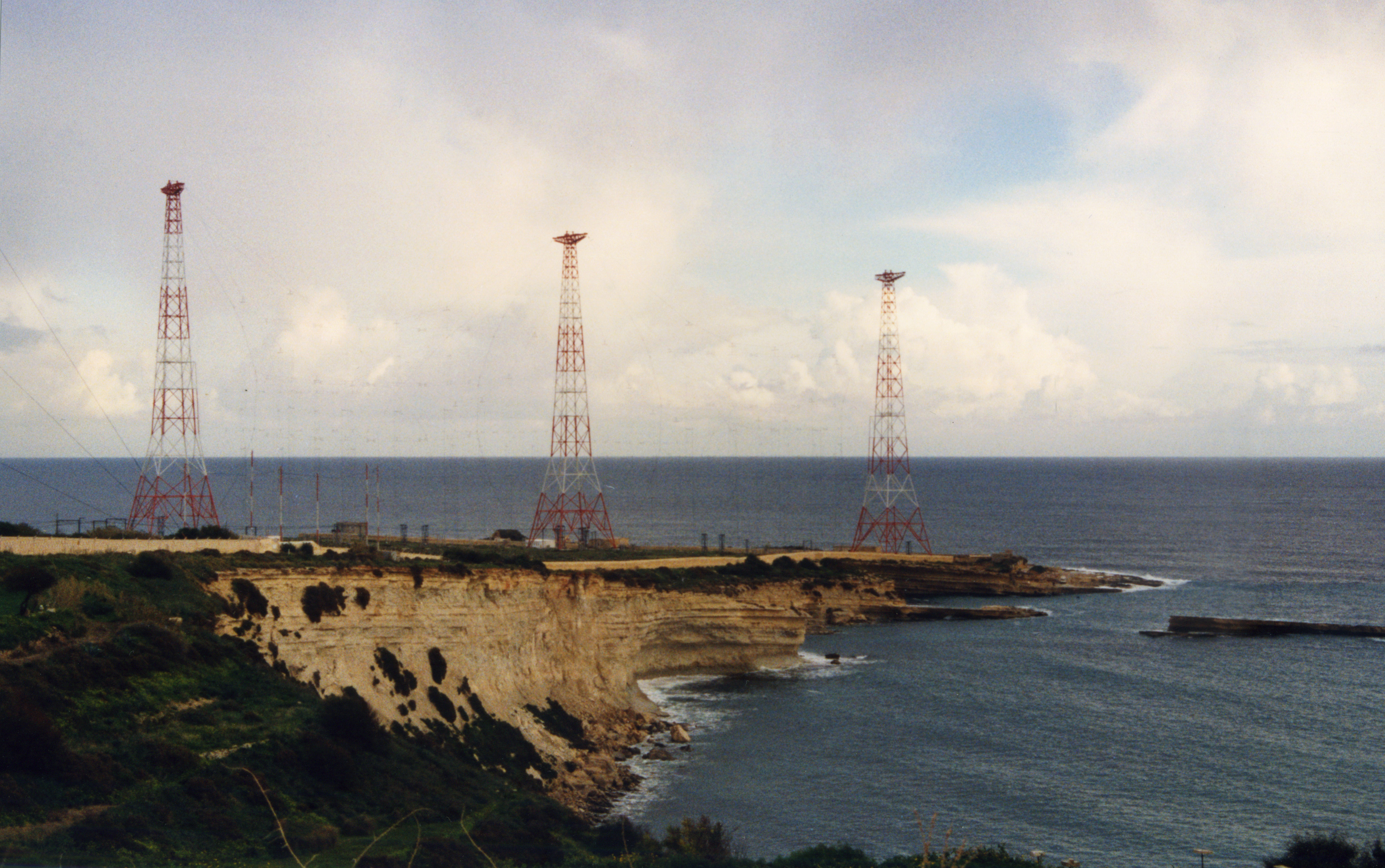
Sendeantenne der ehemaligen Kurzwellen-Relaisstation Malta Cyclops der Deutschen Welle.

Unter einer Relaisstation versteht man im Rundfunk eine Sendeanlage, die das Programm eines Rundfunksenders an einem vom Heimatsender weit entfernten Standort aussendet. Der Zweck solcher Anlagen ist, durch die zusätzliche Ausstrahlung des Radiosignals eine verbesserte Empfangsqualität im Zielgebiet zu erreichen.
Eine häufige Anwendung sind Kurzwellensender, die von internationalen Auslandssendern betrieben werden. Jedoch kommen auch Fahrzeuge als Relaisstationen zum Einsatz. So werden häufig Fernsehübertragungen, beispielsweise von Sport- oder Großereignissen, an ein über dem Geschehen fliegendes Luftfahrzeug übertragen, von dem aus die Signale zur Sendezentrale weitergeleitet werden.
Als Beispiel für internationale Radiosender, die Relaisstationen einsetzen, seien der BBC World Service, die Voice of America (Betreiber der Anlagen ist das IBB), die Deutsche Welle (mit der Relaisstation Cyclops (Bild)), Radio France Internationale, Radio Exterior de España und Radio Nederland Wereldomroep genannt.
Das Rundfunkprogramm wird vom Heimatland des Auslandssenders meist über Satellit oder in SSB-Modulation per Ballempfang zur Relaisstation übertragen.
Große Relaisstationen befinden sich zum Beispiel in Ascension, Antigua, Bonaire, Kigali/Ruanda, Botswana, Trincomalee und Iranawila in Sri Lanka, Tanger/Marokko, Kranji/Singapur, Sines/Portugal und Udon Thani/Thailand.

## Relais im Amateurfunkdienst

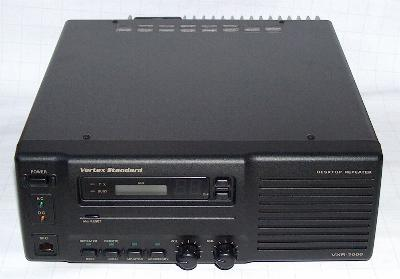
Kommerzielle Relaisstation für den Amateurfunk im 2‑Meter- oder 70‑Zentimeter-Band, vom Amateurfunkhersteller Yaesu/Vertex

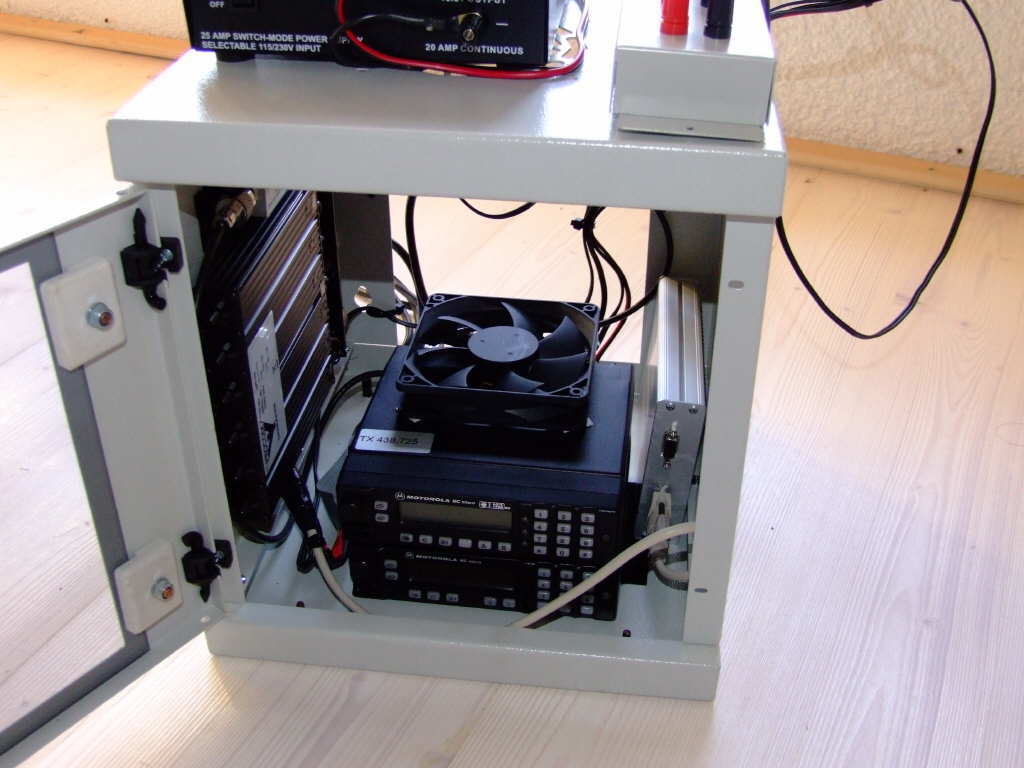
Amateurfunk-Relaisstation DMØTMH für das 70‑Zentimeter-Band mit Einzelkomponenten kommerzieller Geräte

Im Amateurfunkdienst arbeiten Relais in Frequenzbändern von 10 m bis über 3 cm und in praktisch allen Betriebsarten. FM-Relais im 2‑Meter-Band (145,575 MHz…145,7875 MHz) und 70‑Zentimeter-Band (438,550 MHz…439,4375 MHz) dienen oft zur Verstärkung von Mobilstationen und sind im Amateurfunk am häufigsten vertreten.
Amateurfunkrelais stehen oft an exponierten Standorten (etwa auf dem Brocken und der Zugspitze, aber auch auf Hochhäusern in Städten oder Fernmeldetürmen), um möglichst eine große Reichweite zu erzielen. Jede Relaisstation muss bei der Bundesnetzagentur lizenziert werden. Dabei wird der Standort und die Frequenzen der Relaisstationen in der Lizenz der Bundesnetzagentur festgeschrieben. Das durch die Lizenzierung einer Relaisfunkstelle zugewiesene Rufzeichen beginnt in Deutschland üblicherweise mit DA5, DBØ, DFØ, DMØ oder DOØ.
In Österreich haben die Relais ein Rufzeichen einer Clubstation und das Suffix beginnt immer mit einem X. Beispiel: 70‑cm-Relais Steyr/OÖ OE5XHO.
Zuständig für die Relaisstation ist der Relaisverantwortliche, der die Station meist mit hohem ehrenamtlichen Einsatz betreut. Die Stromversorgung einiger Amateurfunkrelais ist mittels einer USV gepuffert oder arbeitet autark mit Solarstrom, sodass sie auch bei einem Stromausfall noch für Notfunkzwecke zur Verfügung stehen.
Amateurfunk-Relais können zur Erhöhung der Reichweite untereinander mit Richtfunk oder über das Internet (siehe Echolink) verbunden werden.
Einige Amateurfunk-Relais werden auch live im Internet als Audiostream übertragen.
Eine weitere Variante von Amateurfunkrelais sind Satelliten-Relais, oft sind diese in Amateurfunksatelliten eingebaut, aber auch als zusätzliche Anwendung in kommerziellen Satelliten.
Spezielle Relais für digitale Betriebsarten wie Packet Radio werden Digipeater genannt. Sowohl die Digipeater als auch die Relaisstationen für Sprache werden mittlerweile zu Netzwerken verbunden. Den Zusammenschluss mehrerer Digipeatern nennt man Packet-Radio-Netz (Packet Radio Cluster).

## Relais im analogen Betriebsfunk

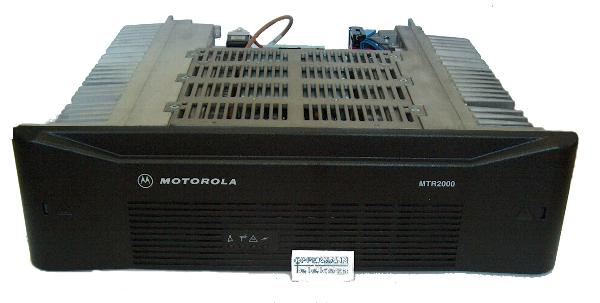
Kommerzielle Relaisstation für den Betriebsfunk im VHF- oder UHF-Band

Die Verwendung von Relaisstellen im Betriebsfunk ist in Deutschland auf bestimmte Bedarfsträger für ihre eigene, firmeninterne Kommunikation eingeschränkt, wie Behörden und Organisationen mit Sicherheitsaufgaben (BOS), Energieversorger, Wasserversorgung, Abwasserentsorgung. Diese für die Versorgung der Bevölkerung besonders wichtigen Unternehmen dürfen eigene Funknetze in Form von einzelnen oder vernetzten Relaisstationen betreiben. Allerdings ist dies bei den Versorgungsunternehmen mit dem Einsatz von öffentlichen Netzen wie GSM oder Bündelfunk rückläufig. Die BOS werden ihre jeweiligen Repeater nach dem Aufbau des Tetra in Deutschland auch außer Betrieb nehmen.

## Relais im digitalen Betriebsfunk

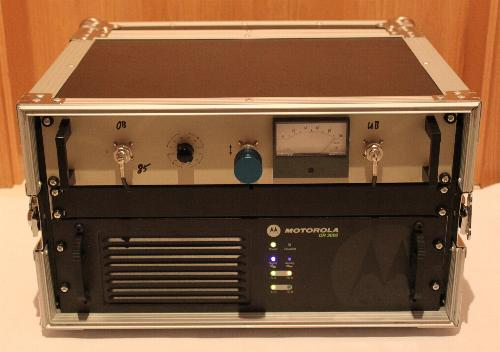
Digitale DMR-Relaisstation mit zwei Sprechwegen: Motorola MOTOTRBO DR3000

Relais werden weltweit auch im digitalen Behörden- und Betriebsfunk eingesetzt.
Die Betriebsart des Digital Mobile Radio wurde 2007 durch die die entsprechende Funkregulierung in Deutschland eingeführt. Dies war auch eine Reaktion auf die schwindende Nutzerzahl im Betriebsfunk. Ab der Ausgabe 11/2008 ihrer Verordnungen erlaubt die Bundesnetzagentur in den Verwaltungsvorschriften für Frequenzzuteilungen im nichtöffentlichen mobilen Landfunk den Einsatz von Relaisstationen für alle die am digitalen Betriebsfunk teilnehmenden. Im analogen Betriebsfunk waren Zuteilungen für Relaisstationen sehr restriktiv gehandhabt worden. Zudem ist jetzt von „Verbundnutzung“ die Rede, d. h. der Errichter der Relaisstation kann sie jetzt auch Dritten zur Nutzung überlassen, was der Realität der Nutzung von IP-unterstützten Funknetzen Rechnung trägt. Nach dieser Neuerung entstanden kommerziell betriebene Betriebsfunknetze mit etlichen Relaisstationen in Deutschland (Netz Nord etc.).
Bekannte Typen von betriebsfertigen Relaisstationen sind für den BOS-Dienst sind: Bosch-FSO, AEG-Teleregent, FuG-7, FuG8-c, FuG9-c.
Bekannte Typen von betriebsfertigen Relaisstationen sind für den Betriebsfunk sind: Bosch FSO, AEG Teleregent, Motorola MC-Compact, MTR2000, DR3000, MTR3000, Quantar, Quantro.

## Relais im Mobilfunk
Auch im Mobilfunkbereich werden Repeater bzw. Relaisstationen eingesetzt, um Gebiete (besser) zu versorgen. Ein Repeater zeichnet sich dadurch aus, dass er das abgestrahlte Signal originär nicht selbst erzeugt (im Sinne einer Basisbandmodulation), sondern im Wesentlichen das Signal aus einer externen Quelle (Basisstation und Mobiltelefon) empfängt, verstärkt und weiterleitet. Eine Signalbeeinflussung findet in der Regel nur durch Filterung statt, um Störungen oder ungewünschte Nachbarkanäle auszufiltern (zum Beispiel bei GSM den Wettbewerber). Modulation, Frequenz und Phase wird nicht direkt beeinflusst. Repeater sind meist Vollduplexgeräte, die gleichzeitig senden und empfangen. Die Selektion der beiden Verkehrsrichtungen Uplink und Downlink erfolgt durch eine Duplexweiche. Dies ist nur möglich, wenn das Mobilfunknetz unterschiedliche Frequenzen für Up- und Downlink hat (zum Beispiel bei FDMA-Systemen wie GSM).
Man kann Breitbandrepeater und kanalselektive Repeater unterscheiden. Der kanalselektive Repeater besitzt in der Regel mehr Leistung als der Breitbandrepeater. Er muss mindestens so viele Kanäle verstärken können, wie die Basisstation hat, an die er angebunden wird. Breitbandrepeater verstärken entweder das komplette Band (zum Beispiel GSM 900) oder den Teil des Bandes, der dem Netzbetreiber zugewiesen wurde. Ein Vorteil von Breitbandrepeatern ist, dass im Falle eines Wechsels der Kanäle bei der Basisstation keine Umprogrammierung des Repeaters erfolgen muss.
Es gibt mehrere Einsatzszenarien:
- Ausleuchtung von abgeschatteten Gebieten wie zum Beispiel Tälern oder Schluchten
- Erhöhung der Datenrate durch höhere Feldstärken (für CDMA2000 oder UMTS-Mobilfunknetze)
- Versorgung von Sondergebieten (wie zum Beispiel ICE-Strecken)
- Versorgung von abgeschlossenen Bereichen (wie zum Beispiel U-Bahn, Tiefgarage, Bergwerke, Messehallen, Geschäftsgebäude etc., aber auch innerhalb von ICE-Waggons aufgrund der hohen Dämpfungen durch die bedampften Scheiben und auf Schiffen)

Die Versorgung erfolgt aktiv, d. h. der Repeater/die Relaisstation enthält Verstärker und weitere aktive Elemente wie Überwachungs- und Steuerrechner, Alarmierungseinrichtung etc.
Bei Mobilfunkrepeatern sind derzeit zwei Technologien im Einsatz:
- Kabel- oder HF-versorgt und -verteilt: Hier wird das Quellsignal über eine oder mehrere (Anbinde-)Antennen aufgenommen, über Koaxialkabel verteilt und über eine oder mehrere Antennen oder ein Strahlkabel abgestrahlt. Dies ist bei Systemen möglich, bei denen die aktiven Elemente (Relaisstationen) maximal ca. 1000 m voneinander entfernt sind (Parameter: frequenzabhängige Kabeldämpfung).

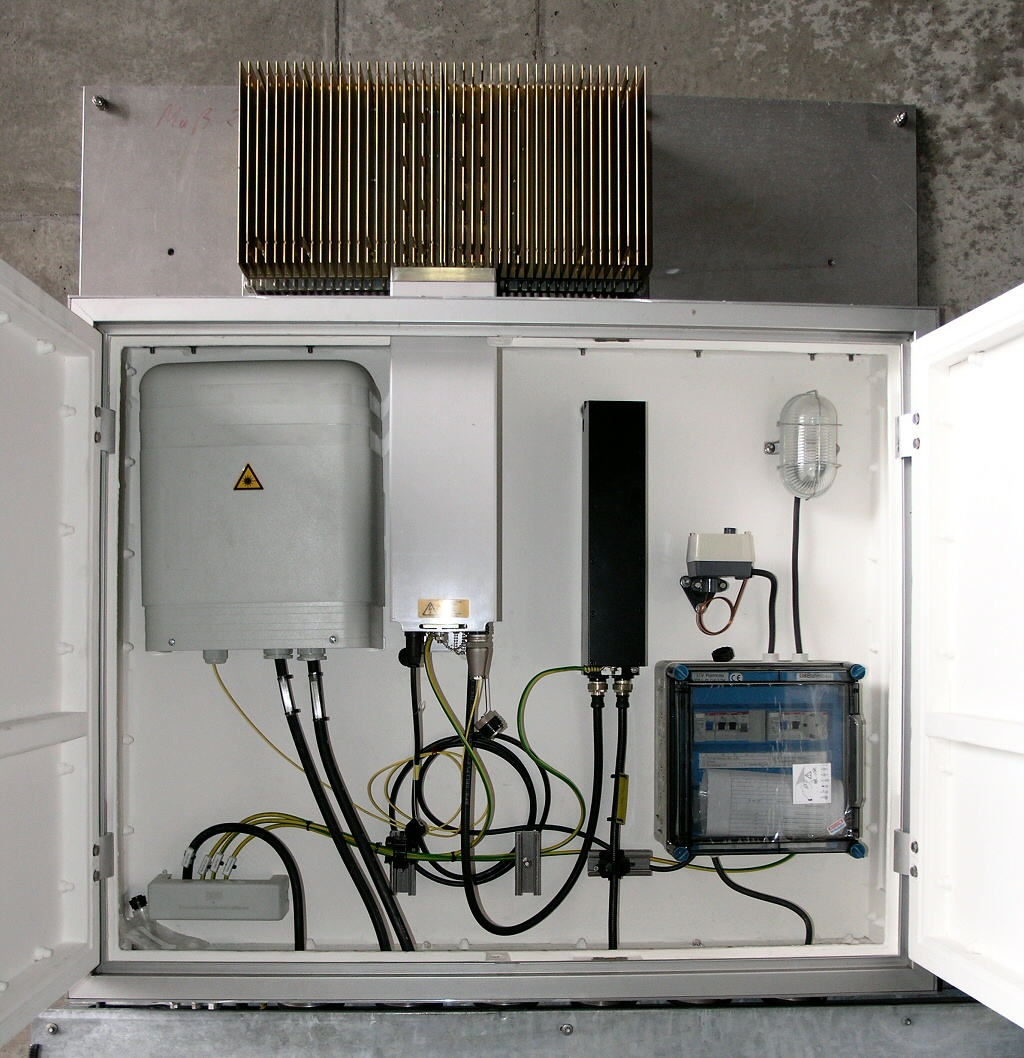
Glasfaserversorgtes Tunnelrepeatersystem für GSM

- Optisch versorgt und verteilt: Auch in diesem Fall wird das Quellsignal wie bei Kabelsystemen von Antennen aufgenommen. Alternativ können auch direkt eine oder mehrere Basisstationen (BTS) über den Antennenanschluss der BTS  an ein optisches Verteilsystem angeschlossen werden, wenn der zu erwartende Verkehr in der Mobilfunkzelle eine eigene BTS erfordert (zum Beispiel in Messehallen). Die Weitbereichsverteilung erfolgt jedoch nicht, wie im ersten Fall, über Koaxialkabel, sondern optisch in einer Glasfaser. Ein Laser wird mit dem HF-Signal moduliert und sendet die Laserstrahlung über Monomode-Glasfasern zu einer Empfangsstelle. Hier erfolgt die Rückwandlung vom Laserlicht in HF (Demodulation). Das HF-Signal wird gefiltert, verstärkt und abgestrahlt. Mit optischen Verteilsystemen können HF-Signale aufgrund geringer Dämpfung auf dem LWL-Kabel bis zu 20 km  weit (kostengünstig) übertragen werden. Dies ist mit Koaxialkabeln nicht mehr möglich. Beispiele für Installationen sind die Tunnelversorgung der ICE-Neubaustrecken, sowie die U-Bahn-Versorgung (zum Beispiel: U-Bahn in Berlin) und WM-Stadionversorgung (zum Beispiel Allianz Arena).

Inzwischen sind erste Systeme am Markt, die den Glasfaserlink digital, also als Datenverbindung nutzen. Hierzu wird das Signal demoduliert, digitalisiert, über die Faser übertragen und ein Träger erneut moduliert. 